# 10369 Sinden
10369 Sinden è un asteroide della fascia principale. Scoperto nel 1995, presenta un'orbita caratterizzata da un semiasse maggiore pari a 2,609309 UA e da un'eccentricità di 0,041032, inclinata di 28,457928° rispetto all'eclittica. Ha un diametro di 13,432 km e un'albedo di 0,062.
Fa parte della famiglia di asteroidi Brucato.